# Christa Nebenführ

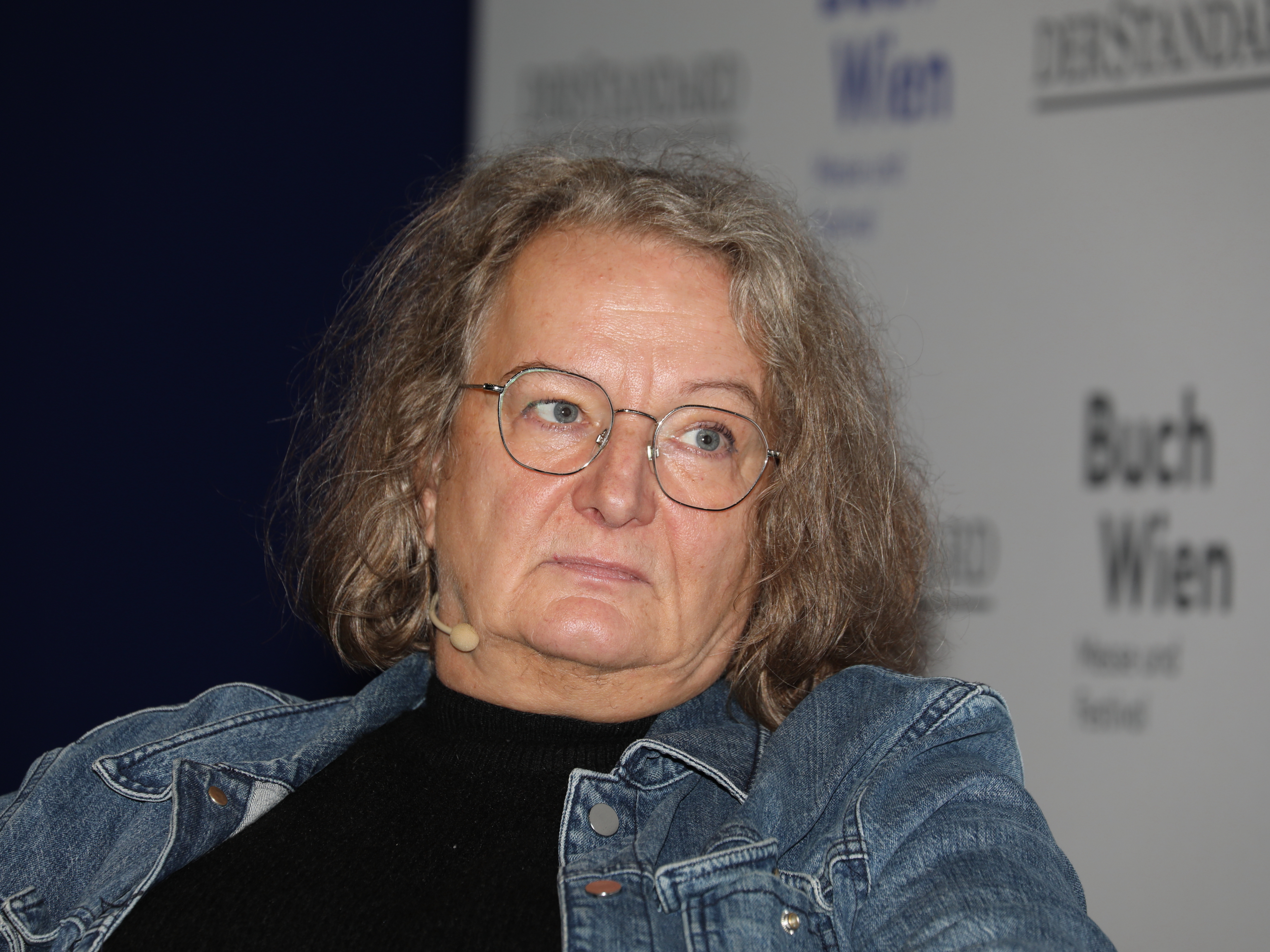
Christa Nebenführ (2023)

Christa Nebenführ (* 6. August 1960 in Wien) ist eine österreichische Schriftstellerin, Schauspielerin und
Journalistin.

## Leben

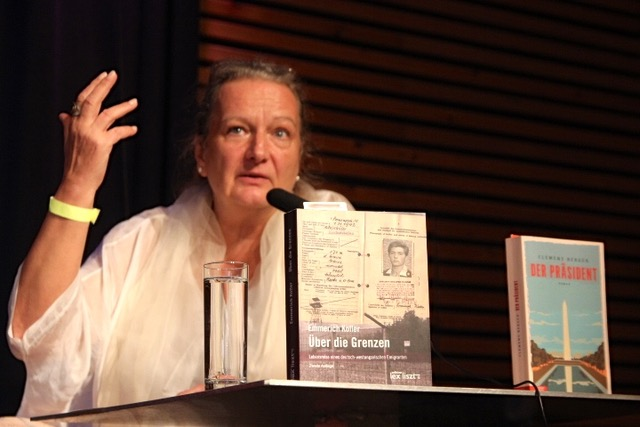
Christa Nebenführ bei einer Lesung 2020

Christa Nebenführ arbeitete in den frühen 1980er-Jahren als Schauspielerin an verschiedenen Landestheatern in der Bundesrepublik, hospitierte 1985 bei George Tabori an den Münchner Kammerspielen und war danach in der freien Wiener Szene als Darstellerin, Regisseurin und Dramaturgin für Textfassungen tätig. 1993 bis 2005 verfasste sie gemeinsam mit ihrem Gatten die wöchentliche Kolumne „Kinderkram“ in der österreichischen Tageszeitung Kurier. Ein Philosophiestudium, das mittels eines Jobs in Wiens erstem Clubbing („Soul Seduction“) finanziert wurde, schloss sie 1996 bei Rudolf Burger mit Auszeichnung ab. 1997 folgte ein Studienaufenthalt als Research Associate am Philosophy Department der State University of New York at Stony Brook.
Von 2003 bis 2016 war sie als Kulturvermittlerin und Dozentin für kreatives Schreiben tätig. Sie ist mit Essays und Rezensionen im österreichischen Feuilleton vertreten und gestaltet seit 2006 Radioserien für den österreichischen Kultursender Ö1.
Über ihren Roman Den König spielen die anderen, eine Familiengeschichte, in der sich die Autorin verschiedener Textarten (narrative Prosa, lyrische Prosa, Dokumentation) bedient, schrieb Alexander Peer in der Wiener Zeitung:

„Literatur schöpft ihre Kraft auch daraus, im Detail zu beschreiben, was Menschen tun, während sie anderes behaupten, und umgekehrt. Gezeigt wird ein engmaschiges Netz wechselseitiger Abhängigkeiten, das von außerhalb nicht aufgeknüpft werden kann.“

Sie ist mit Essays und Rezensionen in verschiedenen Printmedien vertreten, schreibt Radio-Features und ist als Kulturvermittlerin tätig. Sie ist Mitglied der Grazer Autorinnen Autorenversammlung, der IG Autorinnen Autoren und Vorstandsmitglied des Literaturkreises Podium.
Christa Nebenführ ist Mutter zweier erwachsener Töchter und lebt mit ihrem Ehemann, dem Fernsehredakteur Dominik Hillisch, in Wien und Prigglitz.

## Werke
- Erst bin ich laut.... Gedichte, Verlag Grasl, Baden bei Wien 1995, ISBN 3-85098-222-X
- Inzwischen der Zeit. Gedichte, Deuticke Verlag, Wien 1997,  ISBN 3-216-30285-7
- Sexualität zwischen Liebe und Gewalt, Milena Verlag 1997,  ISBN 3-85286-048-2
- Blutsbrüderinnen. Roman, Milena Verlag Wien 2006, ISBN 3-85286-138-1
- Podium Porträt Nr. 106 – Christa Nebenführ. Gedichte, Podium, Neulengbach 2020, ISBN 978-3-902886-53-8
- Den König spielen die anderen: ein Fragmentarium. Roman, Klever Verlag 2023, ISBN 978-3-903110-94-6[3]

### Hörspiele
- Intelglation Kurzhörspiel, Kunstradio – Radiokunst, Ö1 1996

### Herausgeberschaft
- Liebe ist die Antwort, aber was war die Frage?, Wiener Frauenverlag, Wien 1994, ISBN 3-900399-93-X
- Die Möse: Frauen über ihr Geschlecht., Promedia Verlag, Wien 1998, ISBN 3-85371-136-7
- Kroatien Podium 167/168 – Länderheft mit kroatischer Gegenwartsliteratur, Podium, Neulengbach 2013, ISBN 978-3-902886-05-7

## Preise, Auszeichnungen
- 1993 Preis der Arbeiterkammer Kärnten für Literatur der Arbeit
- 1996 Förderungspreis des Theodor-Körner-Fonds
- 2007 Werkzuschuss aus dem Jubiläumsfonds der Literar-Mechana
- 2007 Viert gereihte beim Journalistenpreis des Hilfswerks Österreich
- 2012 Werkzuschuss aus dem Jubiläumsfonds der Literar-Mechana
- 2021 Arbeitsstipendium Literatur der Stadt Wien